# Psaní

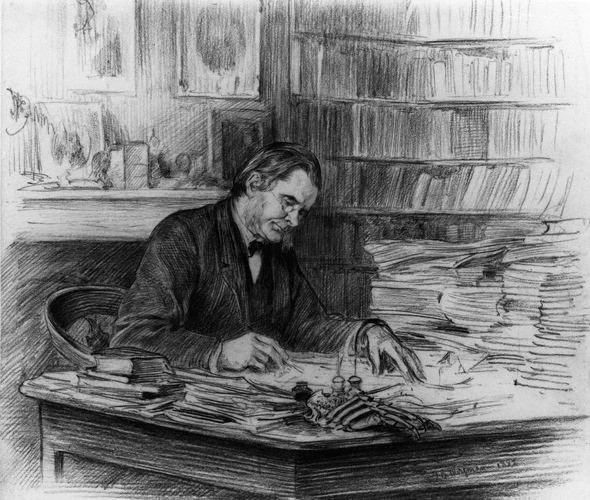
Thomas Henry Huxley při psaní

Psaní je proces zaznamenávání informací na médium tak, že je čitelný ostatními lidmi i v budoucnu.
Médiem je obvykle papír, ačkoli může být použit i textil či hlína. Moderní média jako televize a monitory taktéž umí zobrazit písmo.
Psaní se provádí buď přímo - pomocí psacího náčiní jako je tužka, pero či štětec, případně pomocí psacího stroje - nebo (stále více) je psaný text vytvářen záznamem (klávesnicí, diktováním či jinou aplikací) s ukládáním do paměťového média počítače či jiného přístroje na počítačové bázi a zobrazován na zobrazovacím zařízení (monitoru a displeji) a případně dodatečně i tisknut počítačovými tiskárnami, pokud je to potřeba - např. SMS, emaily a podobně se většinou ani netisknou.
Písmo sestává z jednotlivých znaků a zaznamenává tak obsah v principu dvojím způsobem
- přímo význam v hieroglyfech, přesněji ideogramech a logogramech, anebo
- zachytává zvukovou řeč foneticky nebo fonematicky (abecedy, alfabety, abugidy, abdžady, slabikovky) anebo
- oba tyto základní způsoby záznamu kombinují.